# CF Palencia
Der CF Palencia (offiziell: Club de Fútbol Palencia) war ein spanischer Fußballverein aus Palencia in der autonomen Region Kastilien und León. Der 1975 gegründete Verein spielte dreizehn Spielzeiten in der drittklassigen Segunda División B.

## Geschichte
Der CF Palencia wurde im Jahre 1975 gegründet. Nachdem der Verein in den ersten Jahren seines Bestehens ausschließlich in verschiedenen regionalen Ligen gespielt hatte, gelang 1980 erstmals der Sprung in die Tercera División, die vierte Liga im spanischen Fußball. Aus dieser stieg man gleich im ersten Jahr wieder ab, doch wiederum nur eine Spielzeit später folgte der erneute Sprung in die Tercera División. In der Saison 1989/90 belegte Palencia Platz 1 in der Tercera División, sodass der Club erstmals in seiner Geschichte in die dritte spanische Spielklasse aufsteigen konnte. Dort wurde man im ersten Jahr gleich Sechster, was natürlich den Klassenerhalt bedeutete und sogar fast am Kampf um den Aufstieg, den sich in diesem Jahr Real Madrid Castilla und SD Compostela sicherten, berechtigt hätte. Im Jahr darauf wurde Palencia Zwölfter. In der Saison 1992/93 belegte man am Ende Rang vier, was diesmal zur Teilnahme an Aufstiegsplayoffs berechtigte, wo man jedoch scheiterte. Der Verein blieb noch drei weitere Jahre in der Segunda División B, ehe der Gang in die Viertklassigkeit angetreten werden musste, nachdem am Ende der Spielzeit 1995/96 nur der 19. Tabellenrang herausgesprungen war. Erst 2003 konnte man wieder aus der Tercera División aufsteigen, wenngleich bereits 1998 Platz 1 belegt wurde. Damals scheiterte Palencia jedoch in Relegationsspielen. Nach dem Aufstieg in die Segunda División B im Jahre 2003 konnte sich der Verein weitere fünf Jahre in der dritthöchsten Spielklasse halten, ehe erneut der Abstieg in die Tercera División folgte. Dabei verpasste man 2006/07 den Aufstieg abermals knapp, als man Dritter wurde und in der Relegation SD Huesca den Vorzug lassen musste. Ein Jahr später musste erneut der Gang in die vierte Liga angetreten werden, wo schon nach einem Jahr der erneute Aufstieg glückte. In der Spielzeit 2009/10 belegte der CF Palencia Rang 3, scheiterte erneut in der Relegation am Aufstieg, diesmal an Real Jaén, konnte sich aber für die Copa del Rey qualifizieren.
Im November 2012 gab der Verein wegen Zahlungsunfähigkeit seine Auflösung bekannt.

## Stadion
Der CF Palencia trägt seine Heimspiele im Estadio La Nueva Balastera aus, welches Platz für knapp 12.000 Zuschauer bietet und 2006 erbaut wurde. Es ersetzte das vorherige Stadion in Palencia, das Estadio La Balastera, das 1943 erbaut wurde und noch den Vorgängerverein des CF Palencia, Atlético Palencia, beherbergte, der später aufgelöst und durch den CF Palencia als städtischen Verein ersetzt wurde.

## Bekannte Spieler
- Benjamín Zarandona
- Agostinho
- Iván Carril Regueiro
- Gonzalo García García
- Onésimo Sánchez